# Tenneco
Tenneco, Inc. (с 1943 по 1966 годы — Tennessee Gas Transmission Company, NYSE: TEN) — американская машиностроительная компания, производитель автокомплектующих. Штаб-квартира — в городе Лейк-Форест, штат Иллинойс.
Около половины доходов от продаж продукции и предоставляемых услуг составляет федеральный клиентский сектор обслуживания военных заказов (без учёта иностранных заказчиков). Компания первоначально и до начала 1970-х гг. специализировалась на добыче, обработке и доставке нефтепродуктов, с конца 1960-х годов диверсифицировала спектр направлений работы и периодически попадала в десятку крупнейших подрядчиков ВПК США выполняя широкий спектр военных заказов, от регламентного обслуживания армейских грузовиков и колёсных тягачей, портового обслуживания и ремонта надводных кораблей и подводных лодок, авианосцев и охотников за подводными лодками, вплоть до проектирования атомных подводных лодок-носителей БРПЛ «Посейдон» и «Трайдент».

## Собственники и руководство
Председатель совета директоров и главный управляющий компании — Грегг Шеррил (Gregg Sherrill).

## Деятельность
Tenneco поставляет комплектующие для компаний General Motors, Ford Motor, Volkswagen, DaimlerChrysler, PSA Peugeot Citroen, Toyota, Honda и Nissan, а также продает готовые запасные части под брендами Monroe, Walker, Rancho, DynoMax и др. Monroe — старейший из брендов Tenneco. Он был основан в 1916 году как производитель насосов для автомобильных шин. В 1926 году компания выпустила амортизационные автомобильные стойки, которые до сегодняшних дней являются визитной карточкой бренда. В 1977 году компания Monroe стала одним из подразделений Tenneco, и с этого времени помимо амортизаторов начала производить другие автомобильные запчасти, инструменты и пр. Заводы компании расположены в США, Мексике, Испании, Бразилии, Китае и др.
В феврале 2019 года Tenneco Inc. объявили о разделении на две независимые компании. DRiV Incorporated — акционерная компания открытого типа, будет специализироваться на производстве деталей подвески, рулевого управления и компонентов тормозной системы для легковых и грузовых автомобилей. Оставшаяся часть компании сохранит название «Tenneco Inc.» и будет заниматься производством деталей двигателя и выхлопными системами.
Общая численность персонала — 29 тыс. человек. Годовой оборот — около $4,4 млрд.

### Tenneco в России
С октября 2003 года у американской компании имеется предприятие в России — Tenneco Automotive Volga в городе Тольятти, выпускающее автомобильные выхлопные системы. Проектная мощность завода — 300 000 систем выхлопа в год.
В сентябре 2007 года в Ленинградской области открылся второй завод Tenneco в России по выпуску выхлопных систем. Ожидается, что этот завод будет снабжать комплектующими строящиеся в Санкт-Петербурге автомобильные заводы иностранных компаний; его мощность составит до 1,5 млн выхлопных систем в год.  Завод в Санкт-Петербурге был закрыт осенью 2016 году, в связи с уходом основных заказчиков, завода GM и сокращением объёмов производства на  FORD. 